# Harry Melling
Harry Edward Melling (Londra, 13 marzo 1989) è un attore britannico.
È principalmente noto per aver interpretato Dudley Dursley nella serie cinematografica di Harry Potter, tratta dai romanzi di J. K. Rowling, e per aver interpretato Harry Beltik nella serie La regina degli scacchi.

## Biografia
Nipote degli attori David e Michael Troughton e cugino del giocatore di cricket Jim Troughton e dell'attore Sam Troughton, è inoltre il nipote dell’attore Patrick Troughton. Ha studiato alla scuola di teatro della Sue Nieto a nord-ovest di Londra e attualmente sta frequentando l'accademia di musica e di arte drammatica di Londra. È un membro del teatro nazionale della gioventù. Ha partecipato, insieme a Daniel Radcliffe, Emma Watson, Rupert Grint e altri attori, a cinque degli otto film della saga di Harry Potter.
Sebbene al tempo del primo film della saga fosse evidentemente in sovrappeso, e sebbene avesse già perso peso al tempo di Harry Potter e l'Ordine della Fenice, nell'ottobre 2009 fu annunciato che era talmente dimagrito da essere ora "irriconoscibile". Ciò nonostante ottenne nuovamente il ruolo per Harry Potter e i Doni della Morte - Parte 1, in cui recitò indossando una speciale tuta che lo faceva apparire più grasso. Lo stesso Melling si è espresso al riguardo, dicendosi lieto dei risultati ottenuti e della possibilità di iniziare una nuova carriera, poiché, ha dichiarato, "nessuno mi vede più come Dudley".
Dopo una pausa dalle scene, nel 2016 ha recitato in Civiltà perduta, di James Gray, e nel 2018, accanto a Liam Neeson, nel western dei fratelli Coen La ballata di Buster Scruggs. Nel 2019 ha ottenuto due ruoli: uno nel biografico The Keeper e uno nel drammatico Waiting for the Barbarians, accanto a Johnny Depp e Robert Pattinson. Nel 2020 ha recitato in The Old Guard, con Charlize Theron, e al thriller Le strade del male come parte del cast corale protagonista del film (tra gli altri: ancora Robert Pattinson, Tom Holland, Bill Skarsgård, Riley Keough). Inoltre, ha partecipato alla serie Netflix La regina degli scacchi nel ruolo di Harry Beltik.

## Filmografia

### Cinema
- Harry Potter e la pietra filosofale (Harry Potter and the Philosopher's Stone), regia di Chris Columbus (2001)
- Harry Potter e la camera dei segreti (Harry Potter and the Chamber of Secrets), regia di Chris Columbus (2002)
- Harry Potter e il prigioniero di Azkaban (Harry Potter and the Prisoner of Azkaban), regia di Alfonso Cuarón (2004)
- Harry Potter e l'Ordine della Fenice (Harry Potter and the Order of the Phoenix), regia di David Yates (2007)
- Harry Potter e i Doni della Morte - Parte 1 (Harry Potter and the Deathly Hallows Part I), regia di David Yates (2010)
- Civiltà perduta (The Lost City of Z), regia di James Gray (2016)
- Edison - L'uomo che illuminò il mondo (The Current War), regia di Alfonso Gomez-Rejon (2017)
- La ballata di Buster Scruggs (The Ballad of Buster Scruggs), regia di Joel ed Ethan Coen (2018)
- The Keeper, regia di Marcus H. Rosenmüller (2019)
- Waiting for the Barbarians, regia di Ciro Guerra (2019)
- The Old Guard, regia di Gina Prince-Bythewood (2020)
- Le strade del male (The Devil All the Time), regia di Antonio Campos (2020)
- Macbeth (The Tragedy of Macbeth), regia di Joel Coen (2021)
- The Pale Blue Eye - I delitti di West Point (The Pale Blue Eye), regia di Scott Cooper (2022)
- Shoshana, regia di Michael Winterbottom (2023)
- Harvest, regia di Athīna Rachīl Tsaggarī (2024)
- Pillion, regia di Harry Lighton (2025)

### Televisione
- Friends & Crocodiles, regia di Stephen Poliakoff – film TV (2005)
- Merlin – serie TV, episodio 3x11 (2010)
- Just William  – serie TV, 3 episodi (2010)
- Garrow's Law – serie TV, 3 episodi (2011)
- The Musketeers – serie TV, episodio 3x07 (2016)
- La guerra dei mondi (The War of the Worlds) – miniserie TV, 2 puntate (2019)
- His Dark Materials - Queste oscure materie (His Dark Materials) – serie TV, episodio 1x04 (2019)
- La regina degli scacchi (The Queen's Gambit) - miniserie TV, 4 episodi (2020)

## Teatro (parziale)
- Madre Coraggio e i suoi figli, di Bertolt Brecht, regia di Deborah Warner. National Theatre di Londra (2009)
- Donne attente alle donne, di Thomas Middleton, regia di Marianne Elliott. National Theatre di Londra (2010)
- Re Lear, di William Shakespeare, regia di Angus Jackson. Chichester Theatre Festival di Chichester e BAM di New York (2013)
- Hand to God, di Robert Askins, regia di Moritz von Stuelpnagel. Vaudeville Theatre di Londra (2016)
- Re Lear, di William Shakespeare, regia di Deborah Warner. Old Vic di Londra (2016)

## Doppiatore
- Harry Potter e l'Ordine della Fenice (Harry Potter and the Order of the Phoenix) – videogioco (2007)

## Doppiatori italiani
Nelle versioni in italiano dei suoi film, Harry Melling è stato doppiato da:
- Fabrizio De Flaviis in Harry Potter e la pietra filosofale , Harry Potter e la camera dei segreti, Harry Potter e l'Ordine della Fenice, Harry Potter e i Doni della Morte - Parte 1, Shoshana
- Gabriele Vender in Civiltà perduta, La guerra dei mondi
- Federico Viola ne La ballata di Buster Scruggs, The Old Guard
- Jacopo Venturiero in Macbeth, The Pale Blue Eye - I delitti di West Point
- Alessio Puccio in Merlin
- Alessandro Quarta in The Keeper
- Davide Albano in His Dark Materials - Queste oscure materie
- Niccolò Guidi ne Le strade del male
- Flavio Aquilone ne La regina degli scacchi